# Conceição do Jacuípe
Conceição do Jacuípe també coneguda com a Berimbau, és un municipi brasiler de l'estat de Bahia. És localitzat en el Recôncavo Baiano, ficant a 28 quilòmetres de Feira de Santana i a 98 km de Salvador. Seva població s'estima en 33.153 habitants, d'acord amb el cens del IBGE en 2019.
L'àrea on està ocupada la zona urbana de la ciutat fou poblada als principis del segle XX amb el nóm de Berimbau, i en 1961, va ser transformat en municipi, desmembrant de Santo Amaro.